# Papaja
Papaja (lat. Carica papaya) je drvenasta biljka iz porodice Caricaceae. Poreklom je iz tropskih krajeva Amerike. Prvi put je kultivisana u Meksiku, a trenutno se uzgaja u većini tropskih zemalja, i u Sjedinjenim Američkim Državama (savezne države Florida, Havaji i dr). Indija je 2020. proizvela 43% svetske ponude papaje.
Papaja raste kao drvo, sa stablom visine 5–10 m. Listovi rastu na gornjim delovima grana, dužina liske je 50–70 cm. Plod je botanički gledano bobica, jestiv, ima glatku koru žute ili zelenkaste boje, ovalnog je oblika. Mesnati dio ploda je jarko narandžast, mekan i sladak. Unutar mesnatog dela ploda nalazi se veliki broj crnog, naboranog semenja.
Papaja se koristi za pripremu voćnih salata i sokova. Kora se mora ukloniti, jer sadrži štetne materije. Papaja sadrži proteolitički enzim papain, koji se koristi za proizvodnju lekova za lečenje gastrointestinalnih poremećaja i resorpciju hematoma. Nutricionisti preporučuju papaju za ishranu, jer je bogata likopenom (u proseku 3,39 mg na 100 g), vitaminom C, kao i mineralima važnim za ljudsko telo. Što je zrelija, to je veća koncentracija hranjivih materija. Papaja je prvo voće, čiji je genom bio sekvenciran.

## Opis
Papaja je malo, slabo razgranato drvo, obično sa jednom stabljikom koja raste od 5 do 10 m (16 do 33 ft) u visinu, sa spiralno raspoređenim listovima ograničenim na vrh debla. Donji deo debla je upadljivo izrabljen na mestu gde su lišće i plodovi stojali. Listovi su veliki, 50—70 cm (20—28 in) u prečniku, sa dubokim dlanovima, sa sedam režnjeva. Svi delovi biljke sadrže lateks u zglobnim laticiferima. Papaje su dvodomne. Cvetovi su petodelni i veoma dimorfni; muški cvetovi imaju prašnike spojene sa laticama. Ženski cvetovi imaju gornji jajnik i pet izobličenih latica labavo spojenih u osnovi.‍:235 Muški i ženski cvetovi nalaze se u pazuhu listova; muški cvetovi su u višecvetnoj dihaziji, a ženski u malocvetnoj dihaziji. Polenova zrna su izdužena i dugačka oko 35 mikrona. Cvetovi su slatkog mirisa, otvoreni noću i oprašuju se vetrom ili insektima.
Plod je velika bobica duga oko 15—45 cm (5,9—17,7 in) i 10—30 cm (3,9—11,8 in) u prečniku.‍:88 Zrela je kada je omekša što se može detektovati dodirom (meka kao zreli avokado ili mekša), kad koža poprimi jantarnu do narandžaste nijanse i duž zidova velike centralne šupljine su pričvršćene brojne crne semenke.

## Poreklo i distribucija
Poreklom iz tropske Amerike, papaja potiče iz južnog Meksika i Centralne Amerike. Papaja se takođe smatra poreklom iz južne Floride, a uneli su je prethodnici Kalusa najkasnije oko 300. godine. Španci su papaju uveli u Stari svet u 16. veku. Uzgoj papaje je sada skoro pantropski, obuhvatajući Havaje, centralnu Afriku, Indiju i Australiju.
Divlje populacije papaje su uglavnom ograničene na prirodno poremećene tropske šume. Papaja se nalazi u izobilju na krošnjama Everglejdsa nakon velikih uragana, ali je inače retka. U kišnim šumama južnog Meksika, papaja uspeva i brzo se razmnožava u prazninama među krošnjama, dok odumire u zreloj šumi sa zatvorenim krošnjama.

## Kultivacija
Biljke papaje rastu u tri pola: muški, ženski i hermafrodit. Mužjak proizvodi samo polen, nikada plod. Ženka daje male, nejestive plodove ako se ne oprašuju. Hermafrodit može da se samooprašuje, jer njegovi cvetovi sadrže muške prašnike i ženske jajnike. Skoro svi komercijalni zasadi papaje sadrže samo hermafrodite.
Poreklom iz južnog Meksika (posebno Čijapasa i Verakruza), Centralne Amerike, severne Južne Amerike i južne Floride papaja se sada uzgaja u većini tropskih zemalja. Pri kultivaciji brzo raste, plodonoseći u roku od 3 godine. Međutim, veoma je osetljiva na mraz, što ograničava njenu proizvodnju na tropsku klimu. Temperature ispod −2 °C (29 °F) su veoma štetne ako ne i smrtonosne. Na Floridi, Kaliforniji i Teksasu, rast je generalno ograničen na južne delove tih država. Preferira peskovito, dobro drenirano tlo, jer stajaća voda može ubiti biljku u roku od 24 sata.

### Kultivari
Obično se uzgajaju dve vrste papaje. Jedna ima slatko, crveno ili narandžasto meso, a druga žuto meso; u Australiji se to zovu „crvena papaja“ i „žuta papaja“, respektivno. Bilo koja vrsta, ubrana zelena, naziva se „zelena papaja”.
Papaje 'Maradol', 'Sanrajz' i 'Karibijan Red' sa velikim plodovima i crvenim mesom koje se često prodaju na američkim tržištima obično se uzgajaju u Meksiku i Belizu.
Godine 2011, filipinski istraživači su izvestili da su hibridizacijom papaje sa Vasconcellea quercifolia razvili papaju otpornu na virus papaje ringspot (PRV).

### Genetski modifikovane sorte
je bila prva transgenetska voćka kojoj je sekvenciran genomom. Kao odgovor na izbijanje virusa papaje ringspot na Havajima, 1998. godine, genetski izmenjena papaja je odobrena i stavljena na tržište (uključujući sorte 'SunUp' i 'Rainbov'). Sorte otporne na PRV imaju deo DNK ovog virusa ugrađen u DNK biljka. Od 2010. godine, 80% biljaka papaje na Havajima je bilo genetski modifikovano. Modifikacije su napravili naučnici sa Univerziteta Havaji, koji su modifikovano seme učinili dostupnim farmerima bez naknade.
| Produkcija papaje – 2020          | Produkcija papaje – 2020 |
| Zemlja                            | (milioni tona)           |
| --------------------------------- | ------------------------ |
| Indija                            | 6,0                      |
| Dominikanska Republika            | 1,3                      |
| Brazil                            | 1,2                      |
| Meksiko                           | 1,1                      |
| Indonezija                        | 1,0                      |
| Svet                              | 13,9                     |
| Izvor: FAOSTAT Ujedinjenih nacija |                          |

## Produkcija
Godne 2020, globalna proizvodnja papaje iznosila je 13,9 miliona tona, predvođena Indijom sa 43% ukupne svetske proizvodnje (tabela). Globalna proizvodnja papaje je značajno porasla početkom 21. veka, uglavnom kao rezultat povećane proizvodnje u Indiji i potražnje u Sjedinjenim Državama. Sjedinjene Države su najveći potrošač papaje na svetu.

## Ishrana
Sirova pulpa papaje sadrži 88% vode, 11% ugljenih hidrata i zanemarljivu količinu masti i proteina (tabela). U količini od 100 g, voće papaje obezbeđuje 43 kilokalorije i značajan je izvor vitamina C (75% dnevne vrednosti, DV) i umeren izvor folata (10% DV), ali inače ima nizak sadržaj hranljivih materija (vidi tabelu).

## Fitohemikalije
Koža, pulpa i semenke papaje sadrže razne fitokemikalije, uključujući karotenoide i polifenole, kao i benzil izotiocijanate i benzil glukozinate, sa nivoom kože i pulpe koji se povećava tokom zrenja. Karotenoidi, lutein i beta-karoten, su prominentni u žutoj koži, dok je likopen dominantan u crvenom mesu (tabela). Seme papaje takođe sadrži cijanogenu supstancu prunasin.

## Tradicionalna medicina
U tradicionalnoj medicini, listovi papaje su korišćeni kao lek za malariju, kao abortiv, purgativ ili dimljeni za ublažavanje astme.

## Alergije i neželjeni efekti
Papaja oslobađa tečnost od lateksa kada nije zrela, što može izazvati iritaciju i alergijsku reakciju kod nekih ljudi. Pošto enzim papain deluje kao alergen kod osetljivih osoba, meso koje je omekšano njime može izazvati alergijsku reakciju.

## Spoljašnje veze
- Papaja i srodne vrste
- Plod papaje Архивирано на веб-сајту  (21. мај 2013)